# Saline Clemenshall
Die Saline Clemenshall (von 1848 bis 1929 Teil der Saline Friedrichshall) war eine 1751 gegründete und bis 1929 in Betrieb befindliche Saline zur Herstellung von Siedesalz in der baden-württembergischen Gemeinde Offenau.
Da die benachbarten Salinen Ludwigshall in Bad Wimpfen (1818),:265 Friedrichshall in Bad Friedrichshall bzw. Jagstfeld (1816), das Steinsalzbergwerk ebenfalls in Bad Friedrichshall bzw. Kochendorf (1899),:302 die Saline Ludwig in Bad Rappenau (1823):327 sowie das Steinsalzbergwerk in Heilbronn (1885):373 erst später folgten, begründete die Saline Clemenshall damit den Beginn der neuzeitlichen Salzgewinnung im Heilbronner Unterland.
Ihren Namen erhielt sie von Clemens August von Bayern, dem Hochmeister des Deutschen Ordens zum Zeitpunkt ihrer Gründung.

## Geschichte

### Die erste Salinengesellschaft
Die Geschichte der Saline Clemenshall beginnt eigentlich schon im Jahr 1600. Damals erteilte der Hochmeister des Deutschen Ordens, Maximilian von Österreich, eine folgenlose Genehmigung zum Bau und Betrieb einer Saline auf der Gemarkung der im Besitz des Ordens befindlichen Gemeinde Offenau an Philipp Heinrich von Aschhausen.:5ff
Nachdem von Aschhausen keinen Nutzen aus der ihm erteilten Genehmigung zog, wurde knapp 150 Jahre später mit der Gründung einer Salinengesellschaft im Jahr 1751 ein neuer Versuch zum Bau einer Saline und industriellen Nutzung der auf der Gemarkung vorhandenen Solequellen unternommen. Im Jahr 1754 fanden sich als Vertragspartner der als Postmeister tätige Georg Adam Herzog sowie der zuvor in der Saline Bruchsal beschäftigten Salinenfachmann Johann Michael Schambach, welche die Gründung einer Aktiengesellschaft planten und einen Gründungsvertrag mit dem Deutschen Orden schlossen. Aus diesem geht auch das bereits erwähnte ursprüngliche Gründungsjahr der Salinengesellschaft hervor. Die Betriebsdauer der Offenauer Saline war vorerst für 40 Jahre ab Beginn der ersten Soleverarbeitung angesetzt. Nach diesem Zeitraum sollten alle errichteten Salinengebäude inklusive Zubehör in gepflegtem Erhaltungszustand kostenfrei in den Besitz des Deutschen Ordens übergehen. In eben diesem Vertrag wurde auch festgesetzt, dass der bereits seit der zweiten Hälfte des 16. Jahrhunderts nachgewiesene Kur- und Badebetrieb in Offenau durch das Nutzen der Quellen zur Salzgewinnung nicht beeinträchtigt werden durfte.:8f
Erste Planungen sahen neben einer Saline in Offenau zunächst auch noch eine weitere Saline im, auf der anderen Flussseite liegenden, Nachbarort Heinsheim vor, welche aufgrund von Uneinigkeiten mit der dort ansässigen und besitzhaltenden Familie von Racknitz zuerst pausiert und später nach der Erkenntnis, dass zu wenig Antriebswasser für den laufenden Betrieb einer Saline vorhanden wäre, nicht weiter verfolgt wurde.:13, 19

#### Bauprogramm und Betrieb
Ein erster Bauabschnitt zur Errichtung der geplanten Salinenanlage beinhaltete den Bau einer Schneidmühle, einer Ziegelhütte, eines Brunnenschachts mit Leitung, einem Gradierhaus mit Solebecken und einem Siedehaus. Zusätzlich wurde ein Wehr am im Osten von Offenau liegenden Fluss Jagst errichtet, von dem aus ein neuer Kanal Wasserkraft in die Gebäude leiten sollte. Der Bau der Gebäude und Anlagen zog sich bis ins Jahr 1755, für den Bau des Gradierhauses (I) wurden 3600 Stämme in Pforzheim bestellt und nach Offenau geflößt. Im Jahr 1756 wurde schon mit dem Bau eines weiteren Gradierhauses (II) und einem Wohn- und Verwaltungsgebäudes begonnen. Ebenfalls in diesem Jahr begann man damit erstes Salz aus der Sole zu gewinnen.:12–15 Alle bis zu diesem Zeitpunkt begonnenen Bauarbeiten an den Gebäuden und Anlagen wurden aber erst in der Jahresmitte 1757 nahezu abgeschlossen. Um diese Zeit herum fiel aufgrund der bis zu diesem Zeitpunkt sehr gut laufenden Soleverarbeitung auch die Entscheidung und Durchführung des Baus einer Aschenkammer beim Siedehaus, sowie die Errichtung eines Wachhauses für Gradierknechte am beinahe fertigen Gradierhaus II. Auch die Überlegung zum Bau eines weiteren, dritten Gradierhauses wurde angestellt. Der Bau und die Fertigstellung dieses Gradierhauses zog sich allerdings noch bis zum Jahr 1760.:19–21 Nach Fertigstellung des dritten und letzten Gradierhauses III verfügte die Saline Clemenshall damit über eine addierte Gradierhauslänge von insgesamt 1840 Metern, die sich aus dem Gradierhaus I mit 560 m, Gradierhaus II mit 690 m und dem Gradierhaus III mit 590 m zusammensetzte.:80:241

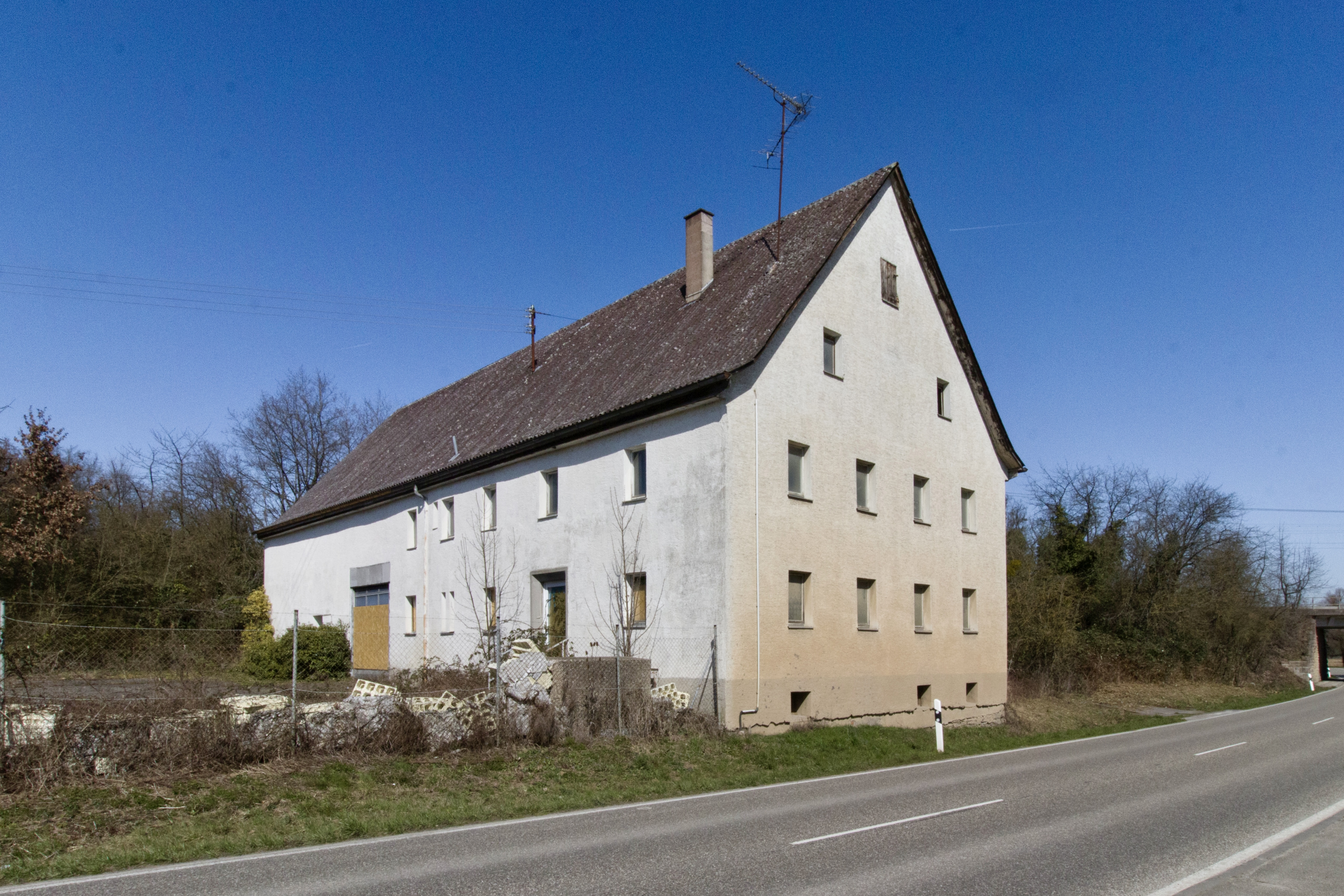
Das noch erhaltene, aber durch eine ehemalige Werkstattnutzung teilweise veränderte Wohnhaus der historischen Ziegelhütte im Frühjahr 2025. Die abgebrochene Ziegelhütte der Saline Clemenshall befand sich auf der Nordostseite des Gebäudes, südlich der heute dort verlaufenden Bahnlinie zwischen Stuttgart und Heidelberg.

Im daraufhin laufenden Betrieb stellte sich allerdings bald heraus, dass die Ausführung der drei Gradierhäuser zu ambitioniert gewesen war. Als sich in den 1760er-Jahren die Qualität der aus den Brunnen gewonnenen Sole durch das Eindringen von Wasser deutlich verschlechterte, begann bereits der wirtschaftliche Abschwung der Saline. Um den Qualitätsverlust auszugleichen, wurden neue Brunnen gebohrt. Auch ein starkes Hochwasser und die daraus entstandenen Schäden an den Gradierhäusern Mitte der 1760er-Jahre machten der Saline zusätzlich zu schaffen.:23f Nachdem viele Bemühungen zur Verbesserung der wirtschaftlichen Lage der Saline ohne Erfolg geblieben waren, wurde 1772, keine 15 Jahre nach seiner Errichtung, das Gradierhaus III wieder zurückgebaut. Auch die Ziegelhütte wurde abgebrochen, das nebenan befindliche Wohnhaus blieb erhalten.:25f Trotz vieler weiterer Versuche in den darauffolgenden Betriebsjahren konnte die Saline das Ruder nicht mehr herumreißen. Nachdem auch noch erneute Hochwasser- und Sturmschäden die aufgrund akuten Geldmangels mittlerweile heruntergekommene Bausubstanz weiter schädigten, verlangte ein Anteilseigner 1788 die Auflösung der Salinengesellschaft. Da die vertraglich vereinbarte Übergabe der Salinenengebäude in gepflegtem Zustand nicht möglich war, zogen sich die Verhandlungen mit dem Deutschen Orden bis zum 16. September 1797. An diesem Tag wurde schlussendlich der Auflösungsvertrag der ersten Salinengesellschaft unterschrieben.:29

### Die zweite Salinengesellschaft
Im darauffolgenden Jahr 1798 unterzeichneten der Beamte Friedrich Justin Bertuch und der Bergdirektor Johann Martin Hoppensack einen neuen Pachtvertrag, dessen Laufzeit wie bei der ersten Gesellschaft 40 Jahre dauern sollte. Bei einer Erhöhung der gewonnenen Salzmenge und Erweiterung der Saline sah der Vertrag außerdem eine mögliche Verlängerung der Pachtzeit um 10 Jahre vor.:30
In den ersten Jahren investierten die neuen Pächter viel Geld in Instandsetzung und Modifikation der Saline. Nachdem das zur Verfügung stehende Geld aber schnell aufgebraucht war und der Anteilseigner Bertuch bereits 1802 wieder aus dem Vertrag ausstieg, ersetzten ihn der Legationsrat Johann Wilhelm Thon aus Nürnberg und der Kammerpräsident Johann August Alexander von Kalb aus Kalbsried als neue Vertragspartner. 1803 stieg dann auch Hoppensack aus dem Pachtvertrag aus, nachdem er von seinen neuen Vertragspartnern eine Ausgleichszahlung erhalten hatte. Als Offenau am 4. Dezember 1805 im Zuge der Säkularisierung vom Besitz des Deutschen Ordens in den Besitz des Kurfürstentums Württemberg wechselte, wurde der Pachtvertrag mit den beschlossenen Konditionen zuerst unverändert weitergeführt. Nachdem ein Unwetter im Jahr 1806 dann für erhebliche Schäden an der Salineninfrastruktur sorgte, die den Pächtern vertraglich zustehende Teilzahlung zur Reparatur durch das zwischenzeitlich zum Königreich aufgestiegene Württemberg zunächst ausblieb und kurz darauf, im Jahr 1808, mit der Einführung des Salzhandelsmonopols die von der Saline abgeschlossenen Verträge mit Handelspartnern nicht weitergeführt werden konnten, wurde am 25. Juni 1808 ein neuer Pachtvertrag geschlossen. Nur zwei Monate später wurde der Rentmeister Philipp Georg Amsler an die Saline Clemenshall berufen, da dort einiges im Argen lag.:33–36
Während Amslers Tätigkeit war die Saline trotz seiner großen Bemühungen zunächst auch weiterhin wirtschaftlich stark angeschlagen und befand sich über Jahre hinweg mehrfach kurz vor der Insolvenz. Grund hierfür waren die wiederholten Schäden an den Gradierhäusern, erfolglose Bohrungen nach qualitativ besserer Sole sowie rechtliche Streitigkeiten und andere Faktoren. Nach dem Tod des von Kalb im Jahr 1814 führte Thon den Pachtvertrag ohne Partner und unter der Salinenleitung Amslers weiter.:56f Nachdem man in den Jahren bis 1819 in eine zum damaligen Zeitpunkt beeindruckende Tiefe von 205 Metern gebohrt hatte, erfolgte auf wiederholten Rat durch Amsler bei Johann Wilhelm Thon der Beschluss, eine komplett neue Bohrung an der Gemarkungsgrenze zu Jagstfeld und Wimpfen am Neckarufer beim dort verlaufenden Salinekanal zu beginnen.:63f In den beiden Nachbarorten hatte man schon Jahre zuvor hochkonzentrierte Sole und ein Salzvorkommen angebohrt, weswegen beide Ortschaften mittlerweile über gut laufende Salinen verfügten,:61 während man Angestellte in Offenau aus Geldmangel mittlerweile mit dem selbst produzierten Salz bezahlen musste.:63
Im darauffolgenden Jahr, am 17. März 1820, wurde ein neuer Vertrag geschlossen, in der Hoffnung damit die rechtlichen Streitigkeiten der vergangenen beinahe 20 Jahre zu beenden. Die Dauer der Pacht wurde bis Mitte 1848 verlängert. Am Ende dieser Pachtzeit sollten alle Anlagen in den Besitz des Königreichs Württemberg übergehen und der Pächter Thon eine entsprechende Ausgleichszahlung erhalten. Kurz darauf schloss Thon im Juni 1820 in der Hoffnung auf frisches Kapital einen Beteiligungsvertrag mit Eberhard Friedrich Sandel. Keine zwei Monate später, am 14. August 1820, traf man in der neuen Bohrung endlich auf die ersehnte Schicht, aus der qualitativ hochwertige Sole gepumpt werden konnte und über der ein erstes Bohrhaus errichtet wurde. Nur zwei Wochen später entschied man sich zu einer weiteren Bohrung, welche ebenfalls mit einem Bohrhaus versehen wurde.:64–67

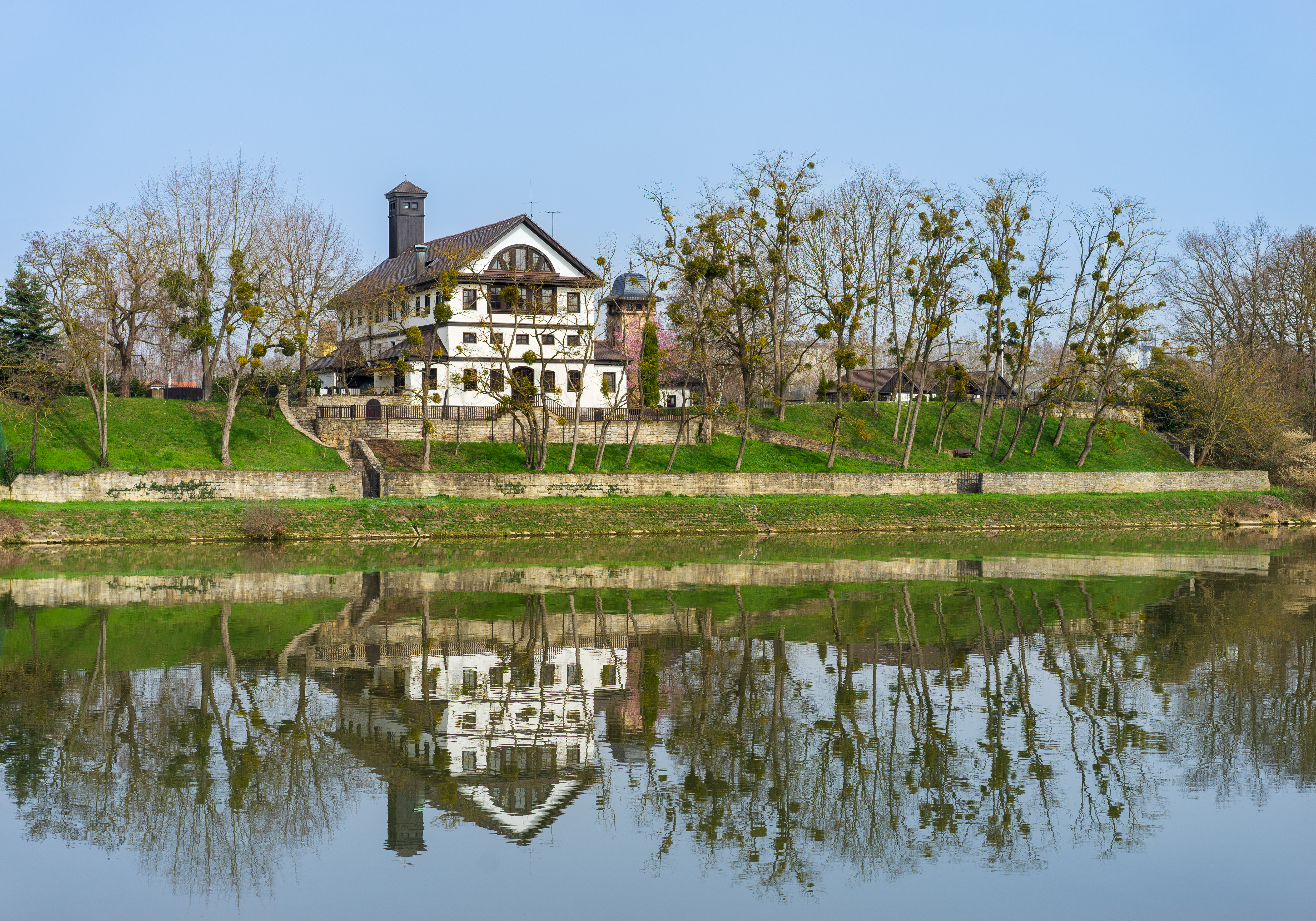
Das Bohrhaus I der ehemaligen Saline Clemenshall mit seinen Nebengebäuden von Südwesten aus gesehen. Heute wird es als privates Wohnhaus genutzt.

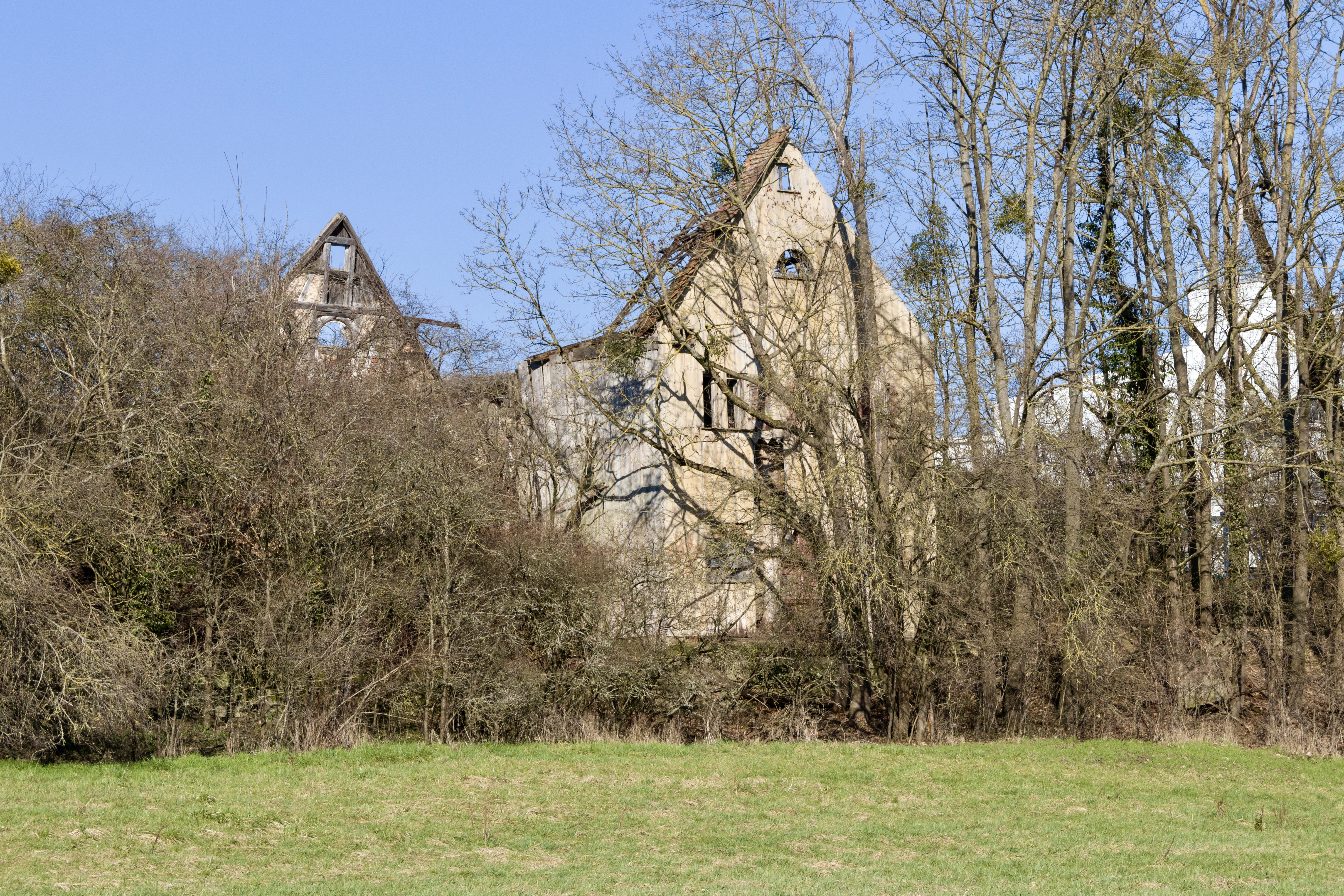
Das heute ruinöse Bohrhaus II der ehemaligen Saline Clemenshall im Frühjahr 2025 von Südwesten aus gesehen.

Ab diesem Punkt wird die Quellenlage im Hinblick auf die Baugeschichte der Bohrhäuser etwas unklar. Während von Xeller von insgesamt vier Bohrungen (1–4) unter den Bohrhäusern I und II spricht, schreibt Carlé von fünf Bohrungen (1a und 1b, 2, 3a und 3b) unter drei Bohrhäusern.:66–69 Vermutlich stützen sich die Ergebnisse von Carlé auf das in den 1960er-Jahren erstmals ausgewertete Archivgut aus dem Familienarchiv Thon.:1 Laut seiner Veröffentlichung existierte somit noch eine zweite Bohrung unter einem zweiten Bohrhaus am Ufer der Jagst nahe ihrer Einmündung in den Neckar, in der aber nur niedrig konzentrierte Sole gefördert werden konnte, weswegen Bohrung und Bohrhaus Ende 1822 wieder aufgegeben wurden und dieses bis zur Verfassung des Textes von von Xeller 1881 vermutlich bereits in Vergessenheit geraten war.:66f Carlé schreibt weiter, dass zwischen Dezember 1821 und Januar 1823 eine zweite Bohrung neben der ersten erfolgreichen Bohrung durchgeführt wurde. Hierfür war eine Erweiterung des Bohrhauses geplant, wofür Entwurfszeichnungen eines Baumeisters Held erhalten sind.:48 Ebenfalls zu dieser Zeit beschloss man auch eine dritte Bohrung durchzuführen, über der ein drittes Bohrhaus errichtet wurde (heute Wehräcker 5).:67 Dass es sich hierbei um das heute fälschlicherweise als Bohrhaus I bekannte Gebäude handelt, legen die eben erwähnten Pläne des Baumeisters Held nahe, welche starke Ähnlichkeit zu dem heute unter dem Namen Bohrhaus II geführten Gebäude aufweisen (heute Wehräcker 4). Die Bezeichnung des Plans selbst passt mit dem Titel Ansichten von dem Bohrloch No. 1 & 3 ebenfalls zur Veröffentlichung Carlés, welche seiner eigenen Übersichtskarte aus eben dieser widerspricht, da die Bohrhäuser bzw. Bohrlöcher dort von Westen nach Osten mit den Nummern 1, 3 und 2 versehen sind.:49 Vermutlich ist hier beim Erstellen der Karte ein Fehler unterlaufen, welcher dazu führte, dass die Nummerierung der Bohrhäuser heute falsch verwendet wird. Weiter existiert im Landesarchiv Baden-Württemberg ein Grundriss- und Schnittplan mit dem Titel Königliche Saline Clemenshall. Bohrhaus No II der dem Gebäude Wehräcker 5 entspricht.
Aufgrund ihrer Position am Salinekanal konnten die Pumpen beider Bohrhäuser durch Wasserkraft betrieben werden. Die Sole war nun außerdem hoch genug konzentriert, dass die noch verbliebenen und mit großem Arbeitsaufwand und hohen Erhaltungskosten verbundenen Gradierhäuser I und II nicht mehr benötigt und abgebrochen werden konnten. In den darauffolgenden Jahren wurde außerdem der komplette Salinenkomplex in mehreren Bauabschnitten umgebaut und teilweise durch eine komplett neue Anlage ersetzt.
Ende 1823 verstarb schließlich der seit Anfang des 19. Jahrhunderts für die Saline Clemenshall zuständige Leiter, Philipp Georg Amsler, welcher maßgeblich für den späten Erfolg der Saline verantwortlich war und den Beginn des Aufblühens selbiger am Ende seines Lebens miterleben durfte. Aufgrund der stark gestiegenen Erzeugungsmenge musste sich die Saline nun sogar nach zusätzlichen Absatzmärkten umsehen, um das erzeugte Salz verkaufen zu können.:66–69 Dies erfolgte unter anderem auch durch die Mitgründung und den Beitritt in den Neckarsalinenverein im Jahr 1828. Ein paar Jahre später, im Jahr 1834, starb auch Johann Wilhelm Thon. Dessen Nachfolge trat sein Sohn Christian Heinrich Ludwig Thon an, der den Pachtvertrag gemeinsam mit Eberhard Friedrich Sandel fortführte. Nach über 25 Jahren erfolgreichen Betriebs unter der Pacht von Thon und Sandel, lief der Pachtvertrag für die Offenauer Saline Clemenshall aus. Am 21. Juli 1848 ging die Saline mit allen Gebäuden in den Besitz des Königreichs Württemberg über.:70

### Die Saline als Teil der königlichen Saline Friedrichshall
Direkt im Anschluss an die Übertragung wurden die Verwaltungen der Salinen Clemenshall und Friedrichshall im benachbarten Jagstfeld zusammengefasst und die Betriebsgebäude der Saline Clemenshall der Saline Friedrichshall unterstellt. Im Jahr 1853 wurden bereits erste Überlegungen angestellt, die Saline Friedrichshall mit Hilfe einer Soleleitung an die Clemenshaller Bohrhäuser anzuschließen, um die dortige Salzproduktion zu steigern. Auch über die komplette Stilllegung von Clemenshall wurde nachgedacht. Diese Überlegungen wurden aber zunächst nicht weiter verfolgt.:72f
Nachdem die Produktion in Clemenshall über die nächsten Jahrzehnte gut weiterlief und marginale Verbesserungen in Form neuer Herde und Pfannen vorgenommen wurden, erhielt die Saline im Jahr 1879 einen eigenen Bahnanschluss an die neu erstellte Neckartalbahn, was den Transport und Verkauf des erzeugten Salzes deutlich erleichterte.:261 Jahrzehnte später, im Jahr 1917 schließlich, erhielt Clemenshall einen zunächst auf zwei Jahre befristeten Stromanschluss des Überlandwerks Hohenlohe-Öhringen, um die Beleuchtung der Salinenanlage auf Elektrizität umzustellen. Grund hierfür war die Verknappung von Petroleum, welche vermutlich auf den zu diesem Zeitpunkt stattfindenden Ersten Weltkrieg zurückzuführen war.

### Die Saline als Teil der staatlichen Saline Friedrichshall
Nach Ende des Ersten Weltkriegs und dem damit verbundenen Ende der Monarchie in Württemberg erfolgte die Gründung eines Vorgängerunternehmens der heutigen Südwestdeutschen Salzwerke AG, unter anderem auch aus der vorigen Salinenverwaltung Friedrichshall.:324 Nur etwas mehr als 10 Jahre später, am 31. März 1929, wurde die Saline Clemenshall im Zuge von Sparmaßnahmen stillgelegt.
Die beiden Bohrhäuser der Saline wurden über eine neu errichtete Rohrleitung an die knapp zwei Kilometer entfernte Saline Friedrichshall angeschlossen. Somit erfolgte nun schlussendlich doch die Umsetzung der in den 1850er-Jahren angestellten Überlegungen, Clemenshall als eigenständigen Betrieb aus Kostenzwecken aufzugeben. Als die Saline Friedrichshall im Jahr 1969 die Produktion von gesiedetem Salz zunächst stoppte, gingen die Bohrhäuser als letzter noch in Betrieb befindlicher Teil der Saline Clemenshall ebenfalls außer Betrieb.:326
Somit endete die Geschichte der neuzeitlichen Salzgewinnung auf der Gemarkung Offenaus, nachdem diese dort rund 215 Jahre zuvor ihren Anfang in der Region gefunden hatte.

## Das bauliche Erbe der Saline

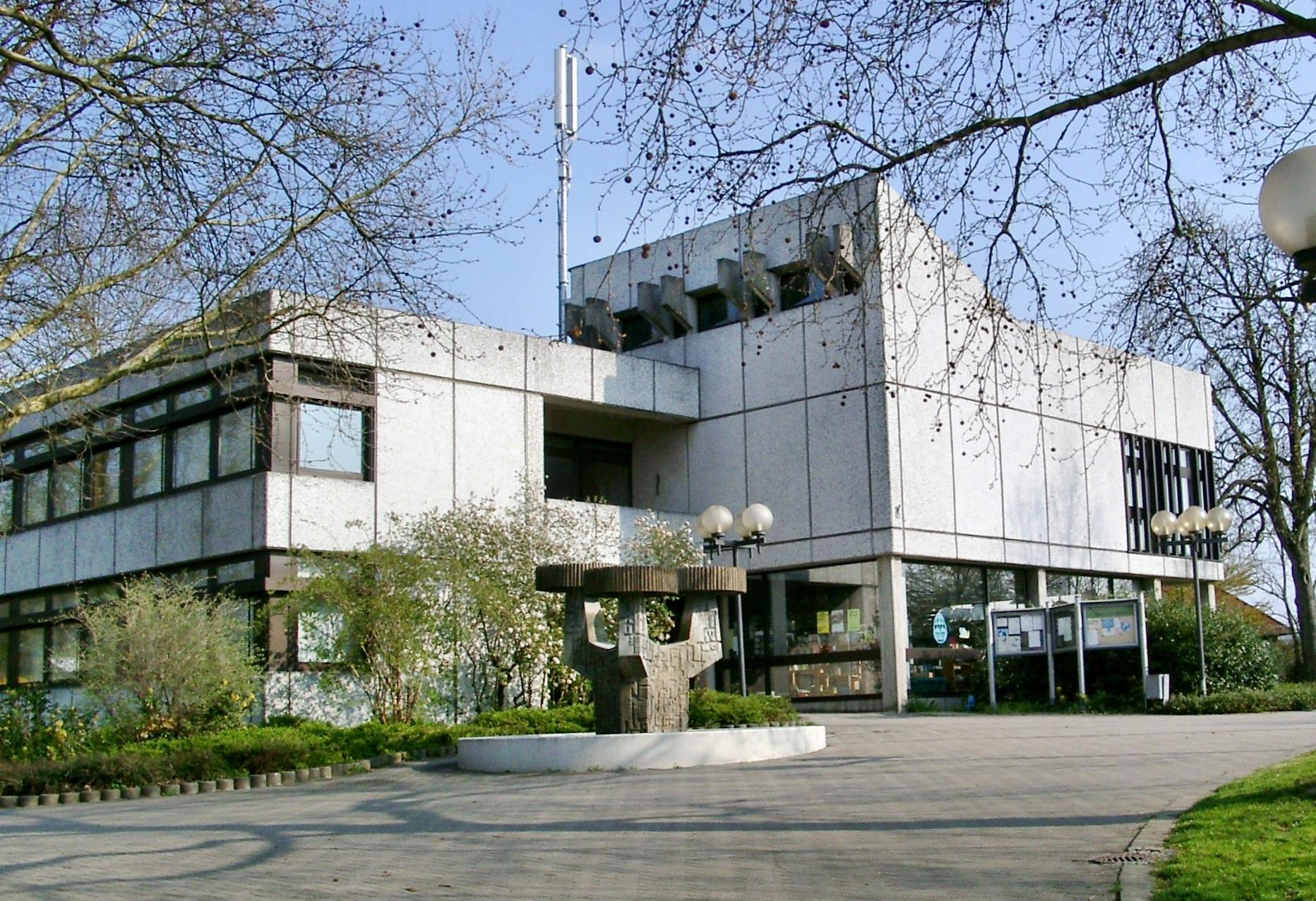
Das in den 1970er-Jahren erbaute Rathaus von Offenau.

Der Salinenkomplex selbst war zu dieser Zeit noch erhalten und bereits vor der Inkraftsetzung des heutigen baden-württembergischen Denkmalschutzgesetzes im Jahr 1972, aufgrund seiner wirtschaftsgeschichtlichen Bedeutung, als Baudenkmal erkannt und eingetragen worden. Wegen des langen Stillstandes und ausbleibender Instandhaltungsarbeiten zeigten sich aber bereits in den 1950er-Jahren erste Verfallserscheinungen an den Gebäuden.
Nach mehreren Teilabbrüchen der Anlage und einem finalen Brandschaden im letzten noch erhaltenen Gebäudeteil der Saline, dem ehemaligen Solereservoir im Jahr 1981, dem sich ebenfalls der restlose Abbruch anschloss, besteht auf dem ursprünglichen Salinengelände kein Hinweis mehr auf ihre Existenz. Heute befinden sich auf dem Areal der ehemaligen Saline das Rathaus von Offenau, sowie die Wohnanlage Wohnhöfe.
Auch wenn auf der Gemarkung der Gemeinde Offenau bis heute noch zahlreiche weitere bauliche Überreste und Gebäude erhalten sind, ist nur ein Teil der Gebäude, nämlich eines der ehemaligen Salzmagazine und die beiden Bohrhäuser I und II, in die Liste der baden-württembergischen Kulturdenkmale aufgenommen und unter Schutz gestellt.